# Vaidika Prastisthana Sangha
Vaidika Pratisthana Sangha es una comunidad hinduista fundada por Antonio Javier Ruiz Plazas, también conocido como Swami Shankaratilaka, en Granada (España) a principios de la década de 1980, con el objetivo de la "difusión de la Sanatana Dharma, así como de las enseñanzas de Swami Tilak Paramahamsa y de la cultura védica y los beneficios del yoga tal y como se aprende en el Dharma sin distinción de credo, raza o casta."
La comunidad está registrada oficialmente como entidad religiosa bajo el artículo 5.º de la Ley Orgánica 7/1980 de Libertad Religiosa, con el número 1635-SG/A en la Sección General, Grupo A del Registro de Entidades Religiosas del Ministerio de Justicia de España. También figura inscrito un templo hinduista como lugar de culto asociado a dicha comunidad. Desde 2024, la Vaidika Pratisthana Sangha entró a formar parte como miembro de pleno derecho de la Federación Hindú de España, donde se agrupan más de 3 decenas de organismos siendo el principal objetivo obtener el notorio arraigo o reconocimiento oficial del hinduismo por parte del gobierno español. Y, por lo tanto, miebro del Hindu Forum of Europe (HFE), con sede en Bruselas.
El nombre completo de la comunidad es Vaidika Pratisthana Sangha, Comunidad Hinduista de la Dharma Védica de España.
Antonio J. Ruiz Plazas ha manifestado haber recibido el título de "maestro" en 1978 por parte de la organización internacional hinduista Vishva Hindu Parishad (VHP), y ha declarado haber estudiado diversas artes tradicionales como parte de su formación espiritual.
La Vaidika Pratisthana Sangha ofrece una amplia variedad de programas de formación en disciplinas tradicionales del hinduismo, que incluyen:
- Vyayam[7][8]: un tipo de entrenamiento para las artes marciales indias,[9] relacionado con la danza y el teatro hindú.
- Yoga Clásico: enfoque integral del estudio del yoga de acuerdo a textos clásicos (milenarios).
- Catequesis Védica - Upanayana: Enseñanza sobre los rituales de iniciación y la filosofía védica.
- Tantra: Prácticas para el desarrollo espiritual y energético.
- Bhagavad Gita: es un importante texto sagrado hinduista.[10] Se lo considera uno de los clásicos religiosos más importantes del mundo.
- Yoga Sutras: Los Yoga-sutra (en sánscrito ‘aforismos del yoga’) son los antiguos textos fundacionales del yoga, escritos por el sabio Patañyali en el siglo III a. C.
- Mantras: el término mantra proviene de man- (‘mente’ en sánscrito) y el sufijo instrumental -tra, podría traducirse literalmente como ‘instrumento’ . Estudio y recitación de mantras védicos e inciación al Sánscrito.
- Meditación: Técnicas para la paz interior y el autoconocimiento.
- Ayurveda: Principios del sistema de medicina tradicional integrativa originario del subcontinente indio.[11]

Los costos de los cursos varían según la modalidad (presencial o en línea) y la duración de cada formación.
La comunidad está vinculada con el organismo Vedic Foundation International, con sede en India, bajo el nombre Vedic Foundation of the Himalayas for the Diffusion of the Dharma (trust registrado número 331-I-08), y en Hungría con la organización Védikus Dharma Hindu Közösség, Magyarország Egyesület (registro número 01-02-0016938). En todas sus sedes, se encuentra legalmente registrada, reconocida y apoyada por los respectivos gobiernos y entidades de difusión cultural por el fomento de la tolerancia y el respeto religioso mutuo.
Actualmente, la comunidad mantiene estrechas colaboraciones con la Embajada de la India y varios ministerios de España en iniciativas relacionadas con el bienestar, la gestión emocional y el fomento del intercambio cultural para promover la tolerancia religiosa. A través de estas colaboraciones, fomenta actividades inter-confesionales dentro de organizaciones como Pluralismo y Convivencia, así como otras asociaciones que apoyan a sectores desfavorecidos en España sin ánimo lucrativo.
La Vaidika Pratisthan Sangha, promueve enseñanzas y conferencias gratuitas de manera continua y sostenida en las diferentes redes sociales: Instagram, organiza eventos de impacto global como el Día Internacional del Yoga en Granada y organiza talleres y actividades que con intención de fortalecer la tolerancia religiosa y cultural.

## Controversia
Algunas publicaciones periodísticas han reportado críticas hacia la comunidad Vaidika Pratisthana Sangha y su fundador, vinculadas a testimonios de antiguos miembros y familiares que han cuestionado el funcionamiento interno del grupo. Estos testimonios han sido recogidos en medios como 20Minutos o El Ideal, donde se menciona que ciertos exmiembros han expresado preocupación por dinámicas consideradas restrictivas o por el impacto de las enseñanzas en la vida cotidiana de los practicantes. Por su parte, representantes de la comunidad han defendido su carácter religioso, védico y formativo, asegurando que sus prácticas están basadas en la tradición hindú y son voluntarias.
Tras la revisión de las denuncias presentadas contra la comunidad religiosa por las autoridades competentes, el juez determinó el sobreseimiento por falta de pruebas en 2012, indicando que no había suficientes pruebas para continuar con el proceso judicial. Hasta la fecha, no existen sentencias judiciales firmes que cataloguen a la organización como secta ni que hayan declarado ilegal su funcionamiento. Sin embargo, en algunos informes de asociaciones de prevención de sectarismo se incluye a la comunidad dentro de un listado de grupos que requieren seguimiento, sin que ello implique necesariamente una ilegalidad.

Tras la resolución juez, la comunidad presentó denuncias contra la Asociación Redune por difamación e injurias, quien sacó de sus listas a la Vaidika Pratisthana Sangha, y, en particular, también se tomaron medidas contra el psicólogo José Miguel Cuevas por incumplir normas de ética profesional. 